# Bound High!
Bound High! — неизданная видеоигра в жанре экшн-головоломки, которая разрабатывалась компанией Japan System Supply и планировалась к изданию компанией Nintendo в 1996 году эксклюзивно для приставки Virtual Boy. В этой игре игрок управляет трансформирующимся роботом по имени Чалво (англ. Chalvo), проходя ряд уровней, изобилующих опасными препятствиями, уничтожая или выбивая инопланетных захватчиков с территории. Проект был впервые задуман дизайнером и программистом Хидеюки Наканиси, который записал идею на бумаге и прикрепил её к стене в офисе компании Japan System Supply, а его менеджер, увидев её, дал добро на разработку.
Хотя игра Bound High! демонстрировалась на различных выставках и была готова к выпуску, в конечном итоге она была отменена из-за коммерческого провала самой приставки Virtual Boy. После отмены игры в 1997 году было выпущено продолжение для Game Boy под названием Chalvo 55. Несмотря на отмену игры, в 2010 году сообщество любителей на сайте Planet Virtual Boy выложило в сеть образ ПЗУ полной версии игры.

## Игровой процесс

Bound High! использует красно-чёрную цветовую схему, стандартную для Virtual Boy; скриншот сделан с эмулятора без трёхмерного изображения

Bound High! — игра-головоломка с видом сверху вниз, в которой игрок управляет Чалво (англ. Chalvo), роботом, трансформирующимся в прыгающий мяч. Цель игры — уничтожить или выбить врагов с игрового поля и найти лучший способ расправиться с ними, избегая опасных препятствий. Игровое поле состоит из множества маленьких платформ, которые складываются по-разному от уровня к уровню.
Платформы по-разному реагируют на прыжки; часть из них постоянная, а другие исчезают после одного удара или открывают головоломки, предметы или другие объекты. Помимо множества различных врагов, Чалво также должен избегать порывов ветра, глубоких расщелин, острых шипов и электрических шаров, которые приводят к его гибели. При попадании в движущегося врага добавляет сложности угол отскока, так как Чалво не обязательно отскакивает вертикально. При падении за пределы игрового поля теряется жизнь, а все ранее побеждённые враги возрождаются. Если все жизни потеряны, игра заканчивается.
В игре Bound High! есть четыре режима игры на выбор, каждый из которых имеет свои правила и основные цели: «Приключение Чалво» (англ. Adventure of Chalvo), «Атака на очки» (англ. Score Attack!!), «Случайная игра» и «Карман и подушка» (англ. Pocket and Cushion). В «Приключениях Чалво» есть несколько наборов уровней, а сюжет сосредоточен вокруг Чалво, защищающего Землю от пришельцев. Также доступны бонусы, которые помогают игроку эффективнее побеждать врагов. После прохождения четырёх этапов необходимо сыграть пятый этап, в котором для получения очков нужно соединять шарики «+» и «-» вместе. На каждом десятом уровне необходимо сразиться с боссом. Score Attack!! — режим, основанный на подсчёте очков, в котором игроку нужно победить всех врагов на этапе наиболее эффективным способом. Случайная игра — режим сражения, в которой игрок попадает на процедурно генерируемые этапы. В режиме «Карман и подушка» игрок должен попасть шарами в лунку за максимально короткое время, чтобы набрать высокий балл.

## История

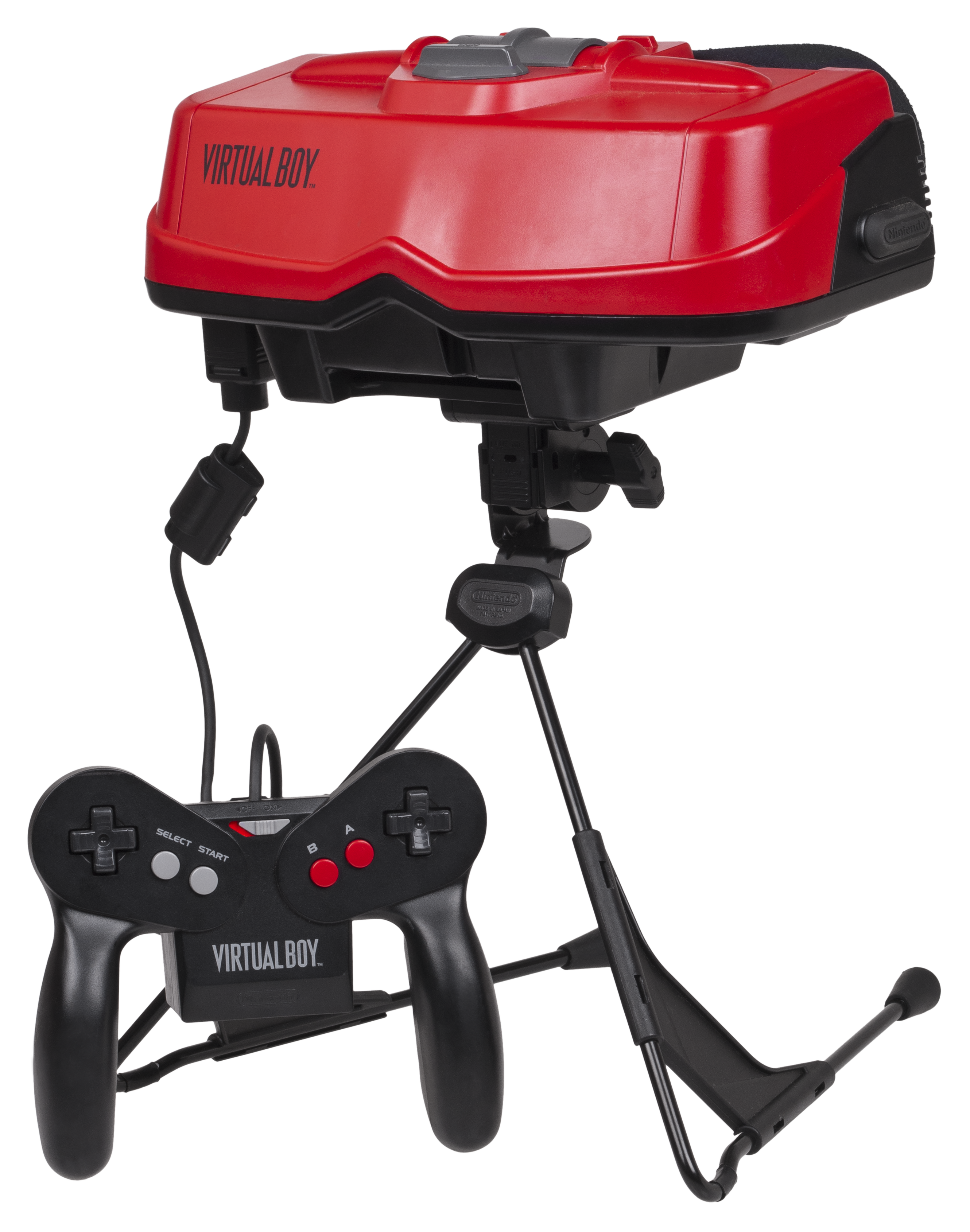
Bound High! была отменена из-за плохих продаж Virtual Boy и её плохого восприятия критиками

Игра Bound High! была задумана в компании Japan System Supply создателем Chameleon Twist Хидеюки Наканиси, который работал над проектом в качестве одного из дизайнеров и программистов, будучи студентом старших курсов. Наканиси посмотрел на планы игр на столе президента компании и счёл их неинтересными. Написав краткое описание Bound High!, Наканиси оставил лист бумаги с ним на стене, с тем чтобы его смог найти президент. Это привело к тому, что проекту дали добро. Один из коллег Наканиси занимался программированием звука вместе с композитором Такааки Ока, в то время как Наканиси занимался всем остальным. Со временем к процессу разработки присоединились другие участники.
Bound High! была впервые представлена игровой прессе на выставке Shoshinkai 1995, а затем права на неё приобрела компания Nintendo, которая первоначально планировала выпустить её 23 февраля 1996 года. Nintendo в попытке оживить свою систему планировала осуществить повторный запуск Virtual Boy в 1996 году. Игра Bound High! была представлена на выставке E3 1996 года и должна была стать одной из первых игр перезапуска Virtual Boy наряду с игрой Dragon Hopper от Intelligent Systems. Запуск игры был запланирован на 26 августа 1996 года в США и Японии, однако она так и не была выпущена из-за того, что Nintendo сняла Virtual Boy с производства из-за её коммерческого провала.
3 мая 2010 года в интернет попал полный образ ПЗУ, составленный из исходного кода игры Bound High!, который был приобретён сообществом любителей Planet Virtual Boy. Было создано и выпущено ограниченное количество репродукций, упаковка которых имитировала официально лицензированные издания игр для Virtual Boy.

## Приём и наследие
До прекращения выпуска Virtual Boy, которое привело к отмене Bound High!, президент Nintendo Хироси Ямаути назвал игру «самой многообещающей» во время своей программной речи на выставке Shoshinkai 1995. В предварительном обзоре журналист Nintendo Power написал, что Bound High! — это проект «с одним из самых каверзных игровых дизайнов, которые мы когда-либо видели». Позже издание похвалило игру, отметив, что у неё есть потенциал стать одним из лучших проектов для Virtual Boy. Тодд Чиолек из 1UP.com оценил её в ретроспективном обзоре как примечательную отменённую игру, похвалив то, как она использует визуальный дизайн Virtual Boy. Журналист Retronauts Джереми Пэриш предположил, что выход Star Fox 2 на SNES Classic может привести к тому, что Bound High! также получит полноценное издание.
После того, как выпуск игры Bound High! на Virtual Boy был отменён, компания Japan System Supply использовала большинство идей и саундтрек при разработке продолжения игры на Game Boy под названием Chalvo 55, которое было выпущено в феврале 1997 года. Хидеюки Наканиси не принимал участия в его разработке из-за отсутствия интереса.